# Nati nel 1970/Aprile
| Questa pagina contiene informazioni ricavate automaticamente dalle voci biografiche con l'ausilio del template Bio e di un bot. L'aggiornamento è periodico e automatico e ricostruisce completamente la pagina. Se manca una persona in questa lista, sei pregato di non aggiungerla, ma accertati piuttosto che la sua voce biografica contenga il template Bio e che i dati anagrafici siano correttamente compilati. Se il template Bio manca, inseriscilo tu stesso o, in alternativa, metti l'avviso {{tmp\|Bio}} che ne segnala la mancanza. Se i dati riportati sono sbagliati, correggi direttamente la voce biografica; le modifiche saranno visibili in questa lista entro pochi giorni. Per chiarimenti vedi il progetto biografie. La lista contiene solo le 306 persone che sono citate nell'enciclopedia e per le quali è stato implementato correttamente il template Bio. Pagina aggiornata al 10 ago 2025. |

- 1º aprile - Alan Gregov, ex cestista croato
- 1º aprile - José María Guerrero, ex calciatore ecuadoriano
- 1º aprile - Sung Hi Lee, modella e attrice sudcoreana
- 1º aprile - Antonio López-Istúriz White, politico spagnolo
- 1º aprile - Brad Meltzer, scrittore e fumettista statunitense
- 1º aprile - Dario Rigo, allenatore di hockey su pista e ex hockeista su pista italiano
- 1º aprile - Valérie Zenatti, scrittrice e traduttrice francese
- 2 aprile - Dag Bjørndalen, ex biatleta norvegese
- 2 aprile - Sonia Gentili, storica della letteratura e poetessa italiana
- 2 aprile - Mondher Kebaier, allenatore di calcio e ex calciatore tunisino
- 2 aprile - Antonio Mohamed, allenatore di calcio e ex calciatore argentino
- 2 aprile - Leyla Patricia Quintana Marxelly, poetessa e guerrigliera salvadoregna († 1991)
- 2 aprile - Tammi Reiss, ex cestista e allenatrice di pallacanestro statunitense
- 2 aprile - Paolo Romano, attore e regista italiano
- 3 aprile - Marco Corbelli, compositore, musicista e produttore discografico italiano († 2007)
- 3 aprile - Shinji Fujiyoshi, ex calciatore giapponese
- 3 aprile - James MacDonough, bassista statunitense
- 3 aprile - Roberto Moreno Salazar, arbitro di calcio panamense
- 3 aprile - Donald-Olivier Sié, ex calciatore ivoriano
- 3 aprile - Rafael Spregelburd, attore, drammaturgo e regista teatrale argentino
- 4 aprile - Ahad bint Abdullah, sovrana omanita
- 4 aprile - Giōrgos Amanatidīs, ex calciatore greco
- 4 aprile - Antonello Angeli, carabiniere italiano
- 4 aprile - Rebekka Bakken, cantautrice, compositrice e produttrice discografica norvegese
- 4 aprile - Elena Elesina, ex altista russa
- 4 aprile - Håvard Flo, dirigente sportivo e ex calciatore norvegese
- 4 aprile - Barry van Galen, ex calciatore olandese
- 4 aprile - Greg Garcia, produttore televisivo, sceneggiatore e regista statunitense
- 4 aprile - Janice Kawaye, doppiatrice statunitense
- 4 aprile - Mark Kirchner, sciatore nordico tedesco
- 4 aprile - Kai Erik Moen, allenatore di calcio e ex calciatore norvegese
- 4 aprile - Barry Pepper, attore canadese
- 4 aprile - Marcelo Schenker, ex calciatore argentino
- 4 aprile - Mix Master Mike, disc jockey statunitense
- 4 aprile - Andrew Steinfeld, ex cestista canadese
- 4 aprile - Jason Stoltenberg, allenatore di tennis e ex tennista australiano
- 4 aprile - Josh Todd, cantante statunitense
- 5 aprile - Valérie Bonneton, attrice francese
- 5 aprile - Diamond D, produttore discografico e rapper statunitense
- 5 aprile - Duca Leindecker, compositore, cantante e scrittore brasiliano
- 5 aprile - Thea Gill, attrice canadese
- 5 aprile - Miho Hatori, cantante giapponese
- 5 aprile - Giordano Rota, monaco cristiano italiano
- 6 aprile - Peter Atherton, ex calciatore inglese
- 6 aprile - Simone Biasci, dirigente sportivo e ex ciclista su strada italiano
- 6 aprile - Iryna Bilyk, cantante ucraina
- 6 aprile - Maurício Copertino, allenatore di calcio e ex calciatore brasiliano
- 6 aprile - Igor' Čugajnov, allenatore di calcio e ex calciatore russo
- 6 aprile - Régis Fuchs, ex hockeista su ghiaccio svizzero
- 6 aprile - Olaf Kölzig, allenatore di hockey su ghiaccio, ex hockeista su ghiaccio e dirigente sportivo tedesco
- 6 aprile - Roy Mayorga, batterista e polistrumentista statunitense
- 6 aprile - Abraham Mebratu, allenatore di calcio etiope
- 6 aprile - Oliver Miller, cestista statunitense († 2025)
- 7 aprile - Leif Ove Andsnes, pianista norvegese
- 7 aprile - Marco Bentivogli, attivista e sindacalista italiano
- 7 aprile - Robert Jones, ex giocatore di football americano statunitense
- 7 aprile - Aleksandr Karpovcev, hockeista su ghiaccio russo († 2011)
- 7 aprile - Niklas Nilsson, ex sciatore alpino svedese
- 7 aprile - Piet Norval, ex tennista sudafricano
- 7 aprile - Jiří Novotný, ex calciatore ceco
- 7 aprile - Rosey, wrestler statunitense († 2017)
- 7 aprile - MacKenzie Scott, scrittrice e filantropa statunitense
- 7 aprile - Kevin Smith, ex giocatore di football americano statunitense
- 7 aprile - Shalom Turgeman, ex cestista israeliano
- 8 aprile - Darío Arenas, ex cestista argentino
- 8 aprile - Beatrice Bocci, conduttrice televisiva e ex modella italiana
- 8 aprile - JR Bourne, attore canadese
- 8 aprile - Catherine Chidgey, scrittrice neozelandese
- 8 aprile - Kim Byung-ji, allenatore di calcio e ex calciatore sudcoreano
- 8 aprile - Martin Klein, conduttore radiofonico italiano
- 8 aprile - Patrick Mille, attore e regista portoghese
- 8 aprile - Cesare Pastanella, percussionista e compositore italiano
- 8 aprile - Andrej Plenković, politico e diplomatico croato
- 8 aprile - Care Santos, scrittrice e critica letteraria spagnola
- 9 aprile - Marco Alberti, alpinista e ex giocatore di curling italiano
- 9 aprile - Nuno Marques, allenatore di tennis e ex tennista portoghese
- 9 aprile - Gianluca Marzuoli, allenatore di calcio a 5 italiano
- 9 aprile - John McEntire, batterista e produttore discografico statunitense
- 9 aprile - Massimo Poggio, attore italiano
- 10 aprile - Nicola Caccia, dirigente sportivo, allenatore di calcio e ex calciatore italiano
- 10 aprile - Leonard Doroftei, ex pugile rumeno
- 10 aprile - Walter Fasano, montatore, regista e sceneggiatore italiano
- 10 aprile - Sean Gilbert, ex giocatore di football americano statunitense
- 10 aprile - Gareth Griffiths, ex calciatore inglese
- 10 aprile - Christophe Honoré, regista, sceneggiatore e scrittore francese
- 10 aprile - Siniša Kelečević, ex cestista croato
- 10 aprile - Pauline Konga, ex mezzofondista keniota
- 10 aprile - Kenny Lattimore, cantautore statunitense
- 10 aprile - Miklos Molnar, ex calciatore danese
- 10 aprile - Laurent Ottoz, ex ostacolista italiano
- 10 aprile - Q-Tip, rapper, disc jockey e produttore discografico statunitense
- 10 aprile - Samir Selesković, ex cestista e allenatore di pallacanestro bosniaco
- 10 aprile - Diederik Simon, ex canottiere olandese
- 10 aprile - Giulio Cesare Sottanelli, politico italiano
- 10 aprile - Luca Telese, giornalista, saggista e autore televisivo italiano
- 10 aprile - Afrim Tole, ex calciatore albanese
- 10 aprile - Harald Wapenaar, allenatore di calcio e ex calciatore olandese
- 11 aprile - Vadim Alekseev, ex nuotatore sovietico
- 11 aprile - Ettore Ceresoli, ex altista italiano
- 11 aprile - Ernesto Díaz, ex giocatore di calcio a 5 cubano
- 11 aprile - Liz Garbus, regista e produttrice cinematografica statunitense
- 11 aprile - David García Marquina, ex ciclista su strada spagnolo
- 11 aprile - Gil Young-ah, ex giocatrice di badminton sudcoreano
- 11 aprile - Xabier Gómez García, vescovo cattolico spagnolo
- 11 aprile - Manuela Melchiorri, ex nuotatrice italiana
- 11 aprile - Johnny Messner, attore statunitense
- 11 aprile - Boriss Monjaks, ex calciatore lettone
- 11 aprile - Pietro Pennisi, ex tennista italiano
- 11 aprile - Whigfield, cantante danese
- 12 aprile - Monica Ciaburro, politica italiana
- 12 aprile - Reagan Foxx, attrice pornografica statunitense
- 12 aprile - Jessika Gedin, editrice, conduttrice televisiva e conduttrice radiofonica svedese
- 12 aprile - Damian Hopley, ex rugbista a 15 e dirigente sportivo britannico
- 12 aprile - Sean Malone, musicista, bassista e teorico della musica statunitense († 2020)
- 12 aprile - Filippo Masolini, allenatore di calcio e ex calciatore italiano
- 12 aprile - Retta, comica e attrice statunitense
- 13 aprile - Monty Brown, ex wrestler e ex giocatore di football americano statunitense
- 13 aprile - Eduardo Capetillo, attore e cantante messicano
- 13 aprile - Gary Charles, allenatore di calcio e ex calciatore inglese
- 13 aprile - Romeo Duetao Convocar, vescovo cattolico filippino
- 13 aprile - Szilveszter Csollány, ginnasta ungherese († 2022)
- 13 aprile - DeRon Hayes, ex cestista statunitense
- 13 aprile - Pieter Hendriks, ex rugbista a 15 sudafricano
- 13 aprile - Rune Medalen, ex calciatore norvegese
- 13 aprile - Rintje Ritsma, ex pattinatore di velocità su ghiaccio olandese
- 13 aprile - Rick Schroder, attore statunitense
- 13 aprile - Kei Toume, fumettista giapponese
- 14 aprile - Špela Dragaš, allenatrice di ginnastica ritmica slovena
- 14 aprile - Oleksandr Hončenkov, ex ciclista su strada e pistard ucraino
- 14 aprile - Huang Xiaomin, ex nuotatrice cinese
- 14 aprile - Vadim Krasnosel'skij, politico moldavo
- 14 aprile - Shizuka Kudo, cantante giapponese
- 14 aprile - Richard Sainct, pilota motociclistico francese († 2004)
- 14 aprile - Jan Siemerink, allenatore di tennis e ex tennista olandese
- 14 aprile - Faruk Šehić, poeta, scrittore e giornalista bosniaco
- 15 aprile - Dominic Brunt, attore, produttore cinematografico e regista britannico
- 15 aprile - Oliver Freund, ex calciatore tedesco
- 15 aprile - Chris Huffins, ex multiplista statunitense
- 15 aprile - Krister Isaksen, ex calciatore norvegese
- 15 aprile - Matej Jovan, ex sciatore alpino sloveno
- 15 aprile - Georges Lath, ex cestista ivoriano
- 15 aprile - Luc Marquet, allenatore di pallavolo e ex pallavolista francese
- 15 aprile - Miki Oca, ex pallanuotista spagnolo
- 15 aprile - Christer Thor, ex calciatore svedese
- 16 aprile - Ettore Bassi, attore e conduttore televisivo italiano
- 16 aprile - Édgar Baumann, ex giavellottista paraguaiano
- 16 aprile - Marcelo Carracedo, ex calciatore argentino
- 16 aprile - Sirajeddine Chihi, ex calciatore tunisino
- 16 aprile - Steve Emtman, ex giocatore di football americano statunitense
- 16 aprile - Juan Enrique García Rivas, ex calciatore venezuelano
- 16 aprile - Dero Goi, cantante, poeta e scrittore tedesco
- 16 aprile - Anna Järvinen, cantante finlandese
- 16 aprile - Sam Liccardo, politico statunitense
- 16 aprile - Marco Sesia, allenatore di calcio e ex calciatore italiano
- 16 aprile - Rui Vitória, allenatore di calcio e ex calciatore portoghese
- 16 aprile - Walt Williams, ex cestista statunitense
- 16 aprile - Arjan de Zeeuw, ex calciatore olandese
- 17 aprile - Pascale Arbillot, attrice francese
- 17 aprile - Mikiko Hagiwara, allenatrice di pallacanestro e ex cestista giapponese
- 17 aprile - Mike Hansen, ex cestista spagnolo
- 17 aprile - Slim Jedidi, ex arbitro di calcio tunisino
- 17 aprile - Flavio Nani, fumettista italiano
- 17 aprile - Redman, rapper, produttore discografico e attore statunitense
- 17 aprile - Adam Rom, attore pornografico russo
- 17 aprile - Terry Schiavo, attrice, giornalista e cantante italiana
- 17 aprile - Roberto Sosa, attore e regista messicano
- 17 aprile - Staffan Tällberg, ex saltatore con gli sci svedese
- 17 aprile - Claudia de Lillo, giornalista, scrittrice e conduttrice radiofonica italiana
- 18 aprile - Lena Andersson, scrittrice e giornalista svedese
- 18 aprile - Vladimir Antipin, ex hockeista su ghiaccio kazako
- 18 aprile - Patrícia Bastos, cantante brasiliana
- 18 aprile - Francesca Bellettini, dirigente d'azienda italiana
- 18 aprile - Cho Son-jin, goista sudcoreano
- 18 aprile - Heike Friedrich, ex nuotatrice tedesca
- 18 aprile - Saʿd Ḥarīrī, politico libanese
- 18 aprile - Francisco Jémez Martín, allenatore di calcio e ex calciatore spagnolo
- 18 aprile - Kim Kyung-wook, ex arciera sudcoreana
- 18 aprile - Carlos López, ex calciatore messicano
- 18 aprile - Tess Merkel, cantante svedese
- 18 aprile - Willie Roaf, ex giocatore di football americano statunitense
- 18 aprile - Esther Schweins, attrice, comica e doppiatrice tedesca
- 18 aprile - Fredro Starr, rapper e attore statunitense
- 19 aprile - Abelardo Fernández Antuña, allenatore di calcio e ex calciatore spagnolo
- 19 aprile - Diego Cagna, allenatore di calcio e ex calciatore argentino
- 19 aprile - Jon Dette, batterista statunitense
- 19 aprile - Kelly Holmes, ex mezzofondista britannica
- 19 aprile - Jesús Lucendo, allenatore di calcio e ex calciatore andorrano
- 19 aprile - Luis Miguel, cantante messicano
- 19 aprile - Fumito Ueda, autore di videogiochi giapponese
- 19 aprile - Feargus Urquhart, autore di videogiochi e imprenditore statunitense
- 20 aprile - Massimiliano Alvini, allenatore di calcio e ex calciatore italiano
- 20 aprile - Artëm Chadžibekov, ex tiratore a segno russo
- 20 aprile - Avishai Cohen, contrabbassista, compositore e cantante israeliano
- 20 aprile - Scott Cooper, regista, sceneggiatore e produttore cinematografico statunitense
- 20 aprile - Sarah Gavron, regista britannica
- 20 aprile - Kęstutis Kemzūra, allenatore di pallacanestro e ex cestista lituano
- 20 aprile - Shemar Moore, attore e modello statunitense
- 20 aprile - Herbert Nitsch, apneista austriaco
- 20 aprile - Krister Sørgård, ex fondista norvegese
- 20 aprile - Adam Wójcik, cestista polacco († 2017)
- 21 aprile - Jeff Anderson, attore e regista statunitense
- 21 aprile - Leonardo Colombati, scrittore e poeta italiano
- 21 aprile - Përparim Daiu, allenatore di calcio e ex calciatore albanese
- 21 aprile - Glen Hansard, cantautore, chitarrista e attore irlandese
- 21 aprile - Sascha Hupmann, cestista tedesco († 2020)
- 21 aprile - Javier Lorente, ex giocatore di calcio a 5 spagnolo
- 21 aprile - Alessandro Nutini, musicista italiano
- 21 aprile - Filipe Ramos, allenatore di calcio e ex calciatore portoghese
- 21 aprile - Rob Riggle, comico e attore statunitense
- 21 aprile - Michael Sternkopf, ex calciatore tedesco
- 21 aprile - Nicole Sullivan, attrice e comica statunitense
- 21 aprile - Alice Wu, regista e sceneggiatrice statunitense
- 21 aprile - Hiromi Yamamoto, ex pattinatrice di velocità su ghiaccio giapponese
- 22 aprile - Marinko Galič, ex calciatore sloveno
- 22 aprile - Andrea Giani, allenatore di pallavolo e ex pallavolista italiano
- 22 aprile - Bryan Hitch, fumettista britannico
- 22 aprile - Leslie Iwerks, regista, sceneggiatrice e produttrice cinematografica statunitense
- 22 aprile - Fredrik Kjølner, ex calciatore norvegese
- 22 aprile - Stefano Martino, fumettista e blogger italiano
- 22 aprile - Mišel Matičević, attore tedesco
- 22 aprile - Tomomi Nishimoto, direttrice d'orchestra e regista teatrale giapponese
- 22 aprile - Sarah Patterson, attrice britannica
- 22 aprile - Edmundo Rodriguez, ex calciatore messicano
- 22 aprile - Regine Velasquez, cantante e attrice filippina
- 22 aprile - Wang Tao, calciatore cinese († 2022)
- 22 aprile - Volker Wissing, politico tedesco
- 23 aprile - Sadao Abe, attore e cantante giapponese
- 23 aprile - Harold Amaru, ex calciatore francese
- 23 aprile - Scott Bairstow, attore canadese
- 23 aprile - Jarle Flo, ex calciatore norvegese
- 23 aprile - Tayfur Havutçu, allenatore di calcio e ex calciatore turco
- 23 aprile - Francisco Jesús Orozco Mengíbar, vescovo cattolico spagnolo
- 23 aprile - Ken Owen, batterista inglese
- 23 aprile - Luana Paesani, fumettista e illustratrice italiana
- 23 aprile - Daniela Salernitano, costumista italiana
- 23 aprile - Mario Scaramella, avvocato italiano
- 23 aprile - Eddy Seel, pilota motociclistico belga
- 23 aprile - Samir Toplak, allenatore di calcio e ex calciatore croato
- 24 aprile - Kersley Appou, ex calciatore mauriziano
- 24 aprile - Edoardo Bulgheroni, imprenditore e dirigente sportivo italiano
- 24 aprile - Hua Chunying, diplomatica e politica cinese
- 24 aprile - Hiroyuki Inagaki, ex calciatore giapponese
- 24 aprile - Patrik Juhlin, ex hockeista su ghiaccio svedese
- 24 aprile - Dragoslav Poleksić, ex calciatore montenegrino
- 24 aprile - Stelio Savante, attore sudafricano
- 24 aprile - Roberta Serra, ex sciatrice alpina italiana
- 24 aprile - Corey Williams, ex cestista e allenatore di pallacanestro statunitense
- 24 aprile - Emanuela Zardo, ex tennista svizzera
- 25 aprile - Joël Abati, ex pallamanista francese
- 25 aprile - Kate Allen, ex triatleta australiana
- 25 aprile - Tomoko Kawakami, doppiatrice giapponese († 2011)
- 25 aprile - Jason Lee, attore, produttore televisivo e skater statunitense
- 25 aprile - Vladimir Legotin, ex fondista russo
- 25 aprile - Marco Simiani, politico italiano
- 25 aprile - Jason Wiles, attore e regista statunitense
- 25 aprile - Sergej Šuplecov, sciatore freestyle russo († 1995)
- 26 aprile - Anders Adlercreutz, politico finlandese
- 26 aprile - Danielle Arbid, regista e sceneggiatrice libanese
- 26 aprile - Dean Austin, allenatore di calcio e ex calciatore inglese
- 26 aprile - Ibrahim Duro, ex calciatore bosniaco
- 26 aprile - Viktors Ignatjevs, ex hockeista su ghiaccio lettone
- 26 aprile - Melania Trump, ex modella slovena
- 26 aprile - Miho Obana, fumettista e scrittrice giapponese
- 26 aprile - Ron Reis, wrestler statunitense
- 26 aprile - Kathy Sheehy, ex pallanuotista e allenatrice di pallanuoto statunitense
- 26 aprile - Tionne Watkins, cantante, compositrice e ballerina statunitense
- 26 aprile - Eva-Maria Westbroek, soprano olandese
- 27 aprile - Dexter Boney, ex cestista statunitense
- 27 aprile - Gianfranco Contri, ex ciclista su strada italiano
- 27 aprile - Rusty Cooley, chitarrista statunitense
- 27 aprile - Tunku Shazuddin Ariff, principe e imprenditore malese
- 27 aprile - Giacomo Dicara, allenatore di calcio e ex calciatore italiano
- 27 aprile - Barry Leitch, compositore scozzese
- 27 aprile - Carlos Manuel Torres, arbitro di calcio paraguaiano
- 28 aprile - Valeria Bruschi, sciatrice nautica italiana
- 28 aprile - Michele Cossato, dirigente sportivo e ex calciatore italiano
- 28 aprile - Jota Cuspinera, allenatore di pallacanestro e dirigente sportivo spagnolo
- 28 aprile - Richard Fromberg, ex tennista australiano
- 28 aprile - Michal Horňák, allenatore di calcio e ex calciatore ceco
- 28 aprile - Nicklas Lidström, ex hockeista su ghiaccio svedese
- 28 aprile - Volodymyr Mykytyn, allenatore di calcio e ex calciatore ucraino
- 28 aprile - Arturo Paglia, produttore cinematografico e attore italiano
- 28 aprile - Fred Sablan, musicista statunitense
- 28 aprile - Sead Seferović, allenatore di calcio e ex calciatore bosniaco
- 28 aprile - Diego Simeone, allenatore di calcio e ex calciatore argentino
- 29 aprile - Andre Agassi, ex tennista e allenatore di tennis statunitense
- 29 aprile - Antonel Borșan, ex canoista rumeno
- 29 aprile - Paweł Deląg, attore polacco
- 29 aprile - China Forbes, cantante statunitense
- 29 aprile - Fabio Gervasi, doppiatore e attore teatrale italiano
- 29 aprile - Ozark Henry, cantautore e musicista belga
- 29 aprile - Jari Kainulainen, bassista finlandese
- 29 aprile - Master P, rapper, imprenditore e produttore discografico statunitense
- 29 aprile - Robert Paterson, compositore, direttore d'orchestra e percussionista statunitense
- 29 aprile - Massimo Romano, allenatore di pallacanestro italiano
- 29 aprile - Uma Thurman, attrice statunitense
- 30 aprile - Inés Alder, fondista argentina
- 30 aprile - Francesco Cattaneo, ex canottiere italiano
- 30 aprile - Halit Ergenç, attore turco
- 30 aprile - Aleksandrs Glazovs, ex calciatore e ex giocatore di calcio a 5 lettone
- 30 aprile - Eric Heisserer, sceneggiatore, regista e produttore cinematografico statunitense
- 30 aprile - Marijan Kraljevič, ex cestista sloveno
- 30 aprile - Anthī Papaīlia, ex cestista greca
- 30 aprile - Laura Pugno, poetessa, scrittrice e traduttrice italiana
- 30 aprile - Isabella Santacroce, scrittrice italiana
- 30 aprile - Wu Ming 1, scrittore e traduttore italiano